# Panellenio Protathlema 1955-1956
La Panellenio Protathlema 1955-1956 è stata la 20ª edizione del campionato di calcio greco conclusa con la vittoria dell'Olympiacos Pireo, al suo dodicesimo titolo.
Capocannoniere del torneo fu Lambis Kouiroukidis (PAOK) con 7 reti.

## Formula
Le squadre partecipanti disputarono una prima fase a carattere regionale.
Furono ammesse alla finale nazionale sei club che disputarono un girone di andata e ritorno per un totale di 10 partite.
Alla vincente venivano assegnati 3 punti, due al pareggio e uno in caso di sconfitta.

## Squadre partecipanti
| Squadra         | Città     | Stadio |
| --------------- | --------- | ------ |
| Apollōn Smyrnīs | Atene     |        |
| Arīs Salonicco  | Salonicco |        |
| Ethnikos Pireo  | Il Pireo  |        |
| Olympiacos      | Il Pireo  |        |
| Panathīnaïkos   | Atene     |        |
| PAOK            | Salonicco |        |

## Classifica girone finale
|                   | Pos. | Squadra         | Pt | G  | V | N | P | GF | GS | DR  |
| ----------------- | ---- | --------------- | -- | -- | - | - | - | -- | -- | --- |
| Grecia (bandiera) | 1.   | Olympiacos      | 23 | 10 | 4 | 5 | 1 | 13 | 9  | +4  |
|                   | 2.   | Ethnikos Pireo  | 22 | 10 | 4 | 4 | 2 | 12 | 8  | +4  |
|                   | 3.   | Panathīnaïkos   | 22 | 10 | 5 | 2 | 3 | 15 | 11 | +4  |
|                   | 4.   | PAOK            | 20 | 10 | 3 | 4 | 3 | 13 | 13 | 0   |
|                   | 5.   | Apollōn Smyrnīs | 20 | 10 | 4 | 2 | 4 | 16 | 17 | -1  |
|                   | 6.   | Arīs Salonicco  | 13 | 10 | 0 | 3 | 7 | 9  | 20 | -11 |

Legenda:

      Campione di Grecia
Note:

Tre punti a vittoria, due a pareggio, uno a sconfitta.

### Verdetti
- Olympiakos Pireo campione di Grecia

## Marcatori
| Gol |  |  | Giocatore            | Squadra         |
| --- |  |  | -------------------- | --------------- |
| 7   |  |  | Lambis Kouiroukidis  | PAOK            |
| 6   |  |  | Christos Karaoulanis | Ethnikos Pireo  |
| 5   |  |  | Vaggelis Panopoulos  | Panathīnaïkos   |
| 5   |  |  | Jiannis Cholevas     | Apollōn Smyrnīs |